# Січкар Вадим Володимирович
Вадим Володимирович Січкар (1988, с. Вербівка, Тернопільська область — 19 квітня 2022, Донецька область) — український військовослужбовець, сержант підрозділу Збройних Сил України, учасник російсько-української війни, який загинув під час російського вторгнення в Україну.

## Життєпис
Народився в 1988 році в селі Вербівці, нині Скала-Подільської громади Чортківського району Тернопільської области України.
Учасник Революції гідності. У 2015—2016 роках був учасником боїв в зоні АТО.
З початком російського вторгнення в Україну добровольцем прибув на військову службу до Збройних Сил України. 
Згідно повідомлення начальника пресслужби Тернопільського обласного ТЦК та СП, військовослужбовець загинув 19 квітня 2022 року під час бойового зіткнення та масованого артилерійського обстрілу на Донеччині. Похований 22 квітня 2022 року в родинному селі.
Залишилися мати та 9-річний син Станіслав.

## Нагороди
- орден «За мужність» III ступеня (4 липня 2022, посмертно) — за особисту мужність і самовіддані дії, виявлені у захисті державного суверенітету та територіальної цілісності України, вірність військовій присязі[1].